# Rathaus (Kluczbork)

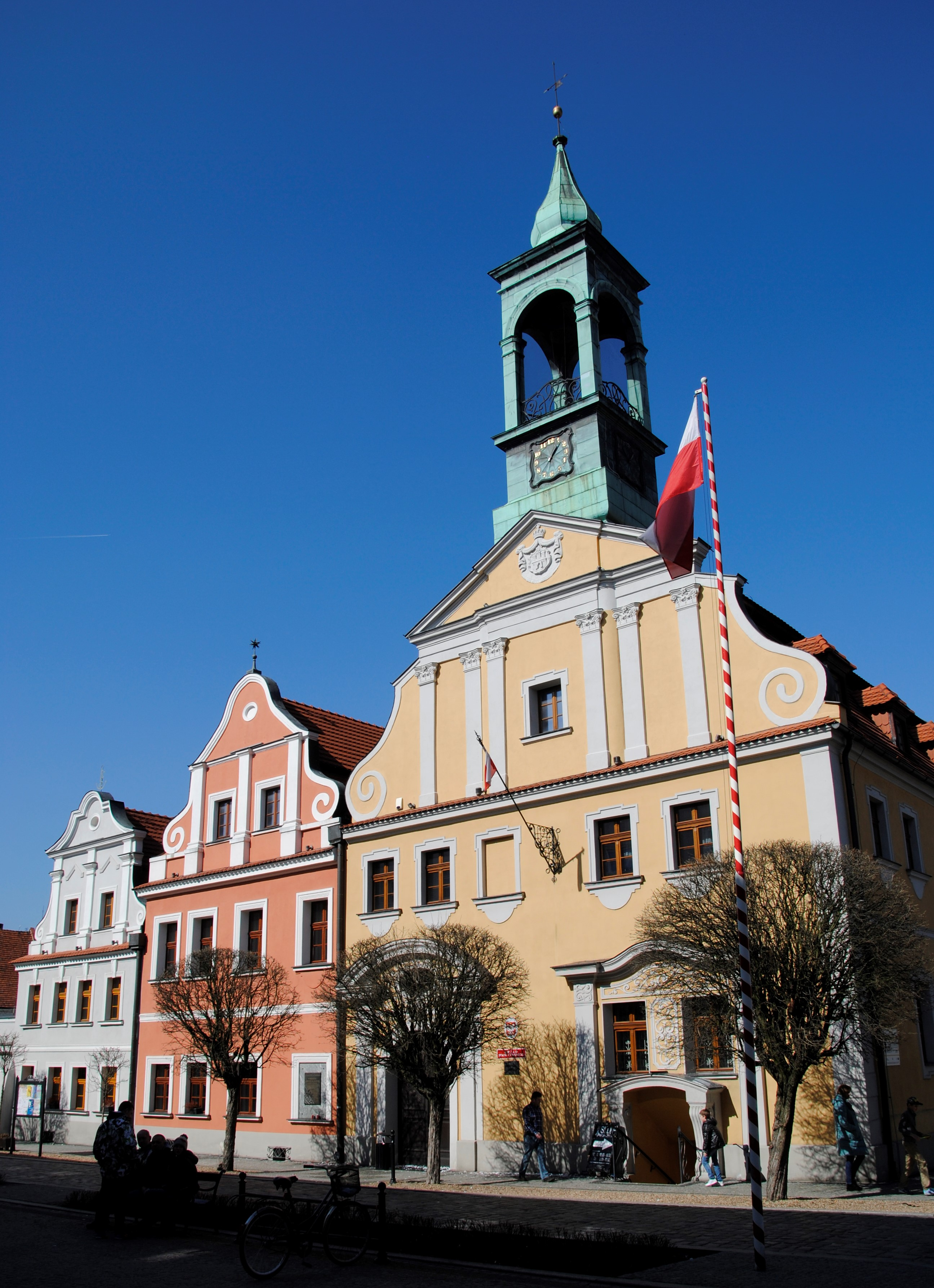
Rathaus (2019)

Das Rathaus im schlesischen Kluczbork (deutsch Kreuzburg) steht am Ring, dem Kreuzburger Marktplatz.

## Geschichte

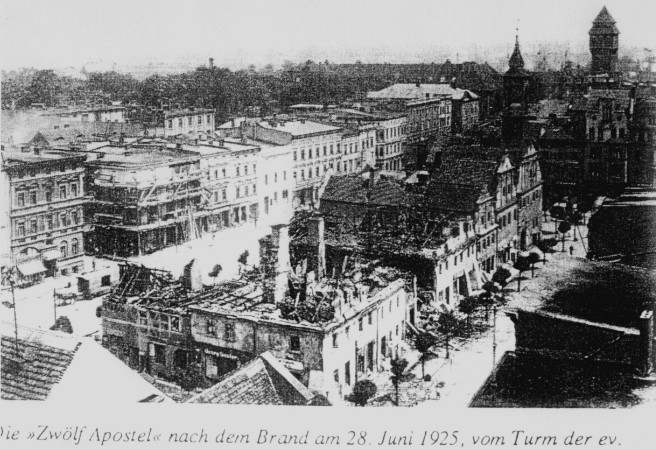
Rathaus mit den „Zwölf Aposteln“ nach dem Brand (1925)

Ein Rathaus bestand in Kreuzburg bereits seit dem 15. Jahrhundert. Der ursprüngliche mittelalterliche Bau brannte 1737 nieder. Danach entstand ein steinerner Rathausbau im barocken Stil. Angegliedert wurden weitere kleine barocke Krämerhäuser in Richtung Westen, die sogenannten „Zwölf Apostel“.
Am 28. Juni 1925 zerstörte ein Feuer die angrenzenden Krämerhäuser und zum Teil auch das Rathaus. 1926 erfolgte der Wiederaufbau des Rathauses mit vier Giebelhäusern durch den Architekten A. Lenz. Bis 1945 befand sich östlich des Rathauses das örtliche Bismarckdenkmal.
Seit 1964 steht das Rathaus unter Denkmalschutz. Zwischen 2011 und 2012 wurde es saniert.

## Architektur

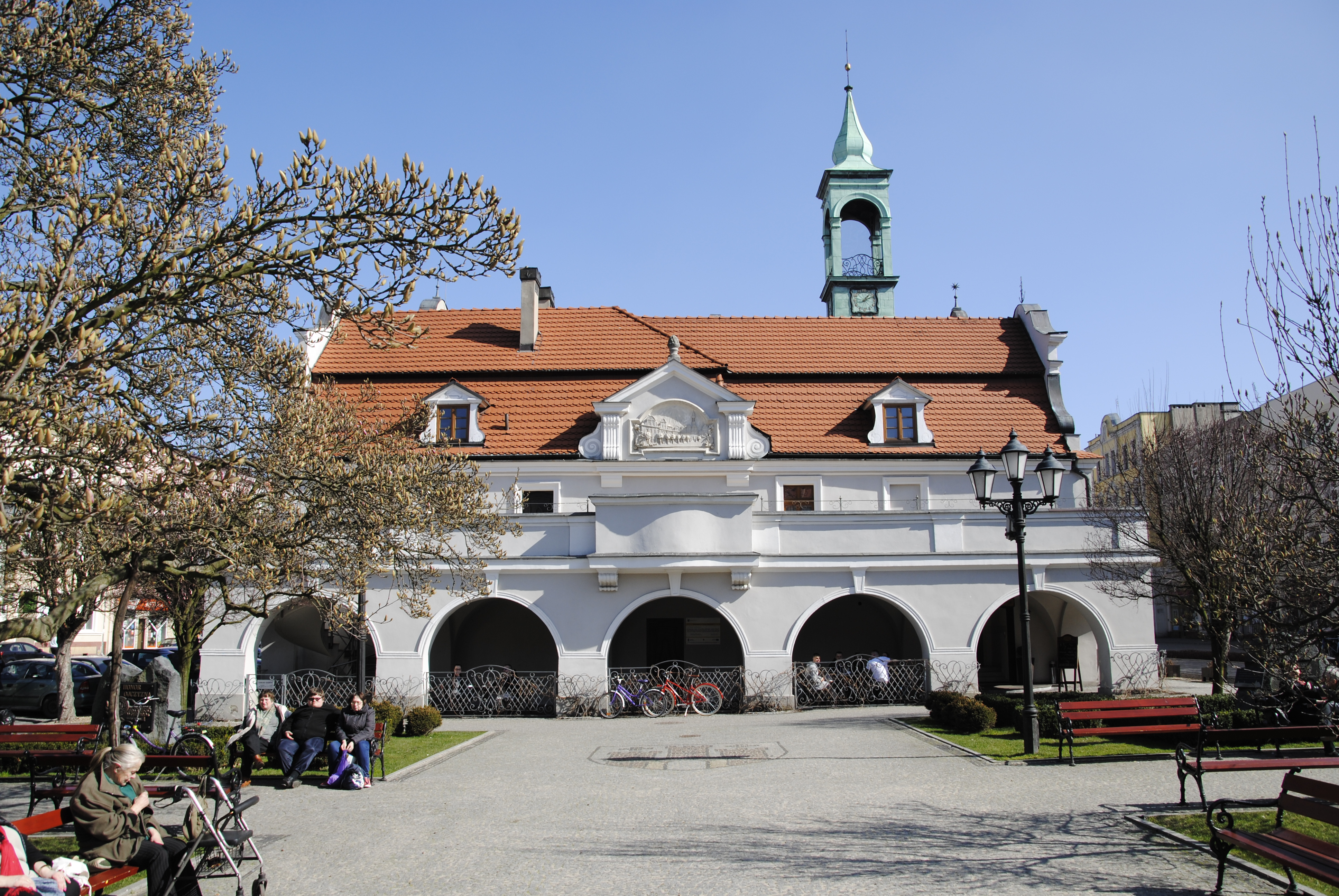
Ostseite mit Relief

Das zweigeschossige Gebäude besitzt ein Mansarddach. Die Giebelwände mit Volutengiebel sind mit Pilastern gegliedert. Die Südfassade besitzt einen Glockenturm mit Uhrwerk und einer langgestreckten Zwiebelhaube. Die Innenräume besitzen zum Teil Tonnengewölbe. Die westlichen ehemaligen Krämerhäuser entstanden im barocken Stil. An der westlichen Seite befindet sich ein Arkadengang aus dem Jahr 1926, der am Giebel ein Relief mit einer historischen Ansicht des Rings besitzt.